# Rosete Aranda

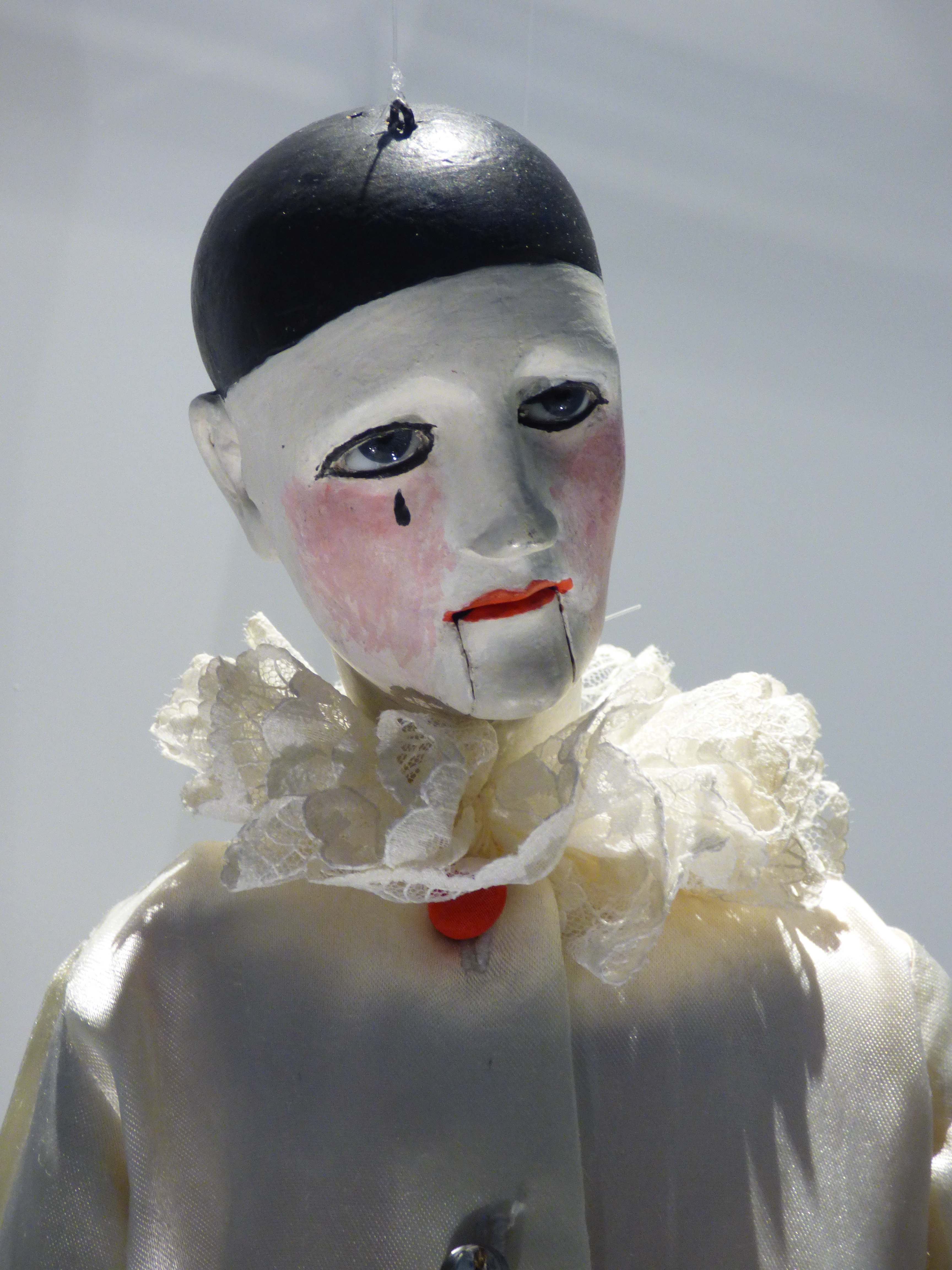
Títeres de los Hermanos Rosete Aranda en la Casa del Títere y Marionetas Mexicanas, en Puebla.

Rosete Aranda fue una compañía de marionetas mantenida por una familia de titiriteros mexicanos entre 1835 y 1958. Sus muñecos y figuras están presentes en colecciones particulares y diversos museos de títeres. En 1978 el Centro de Teatro Infantil de la Ciudad de México enriqueció su fondo con 800 piezas de los Rosete Aranda.

## Historia
Las primeras noticias que se tienen de la dedicación titiritera del núcleo familiar que más tarde dio cuerpo a los Rosete Aranda se recogen en Huamantla en la década de 1830 y se refiere a los Aranda, en concreto a cuatro hermanos: Julián (el director de la compañía ambulante), Hermenegildo, María de la Luz y Buenaventura "Venturita". Llegaron a alcanzar tal popularidad que Benito Juárez, elegido presidente de la República mexicana en ese periodo (1858), les invitó a montar su espectáculo en el Palacio Presidencial.
Debió ser entonces cuando la titiritera María de la Luz enamoró a Antonio Rosete. De su matrimonio nacerían cinco hijos: Leandro, Adrián, María, Felipe y Tomás, y una empresa fuerte: la dinastía de los Rosete Aranda.
Estas fechas pueden cotejarse con los datos de un cartel anunciador de 1907, que sitúa en el año 1850 el establecimiento profesional de la inicial compañía de títeres de Julián Aranda, y en 1961 la fundación de la Empresa Nacional de Autómatas de los Hermanos Rosete Aranda.
La compañía empezó su declive hacia 1910, tras la muerte de Leandro Rosete Aranda. En 1912 la compró Carlos Vallejo Espinal, iniciándose el periodo conocido en la historia de los títeres mexicanos como "Rosete Aranda - Espinal" que engloba varios títulos de empresa: Carlos Vallejo Espinal e Hijos, Francisco Rosete y sus 500 muñecos, y Sucesores de Rosete Aranda. Tras llegar a recrear programas de ópera emitidos por la primitiva televisión mexicana, se disolvió en 1958.

## Teatro, repertorio y marionetas
Presentadas como "autómatas", las figuras artesanales de los hermanos Rosete Aranda, eran marionetas de unos sesenta centímetros o más de alto, talladas en madera o hechas con cola-pasta. Llegaron a manejar más de cinco mil figuras.
La compañía disponía de una carpa con capacidad para setecientas personas, luminotecnia, orquesta y fonografía. Podía ofrecer de dos a tres funciones diarias, estando la selección de cuadros supeditada al tipo de público de cada función (las de tarde más infantiles y ligeras, y las nocturnas más atrevidas). Entre los personajes que se hicieron populares, hay que mencionar al "Vale Coyote", prototipo del «peladito» mexicano, considerado precedente cómico del Cantinflas.
El repertorio era muy variado: orquestas mexicanas, zarzuelas, operetas, acróbatas, corridas de toros, peleas de gallos y muchos otros juguetes cómicos. Uno de los cuadros más sobrecogedores era el presentado como "tempestad en el mar". Los especialistas y críticos han coincidido en que la longevidad de la dinastía titiritera de los Rosete Aranda se debió a su profunda raíz tradicional en el folclore mexicano.